# عضل سرتي
عضل سرتي (الاسم العلمي: Gerbillus syrticus) (بالإنجليزية: Sand Gerbil)‏ هو نوع من الحيوانات يتبع جنس العضل من الفصيلة الفأرية.